# خوسيه تشارلز سواريس ماتوس
خوسيه تشارلز سواريس ماتوس (2 يوليو 1997 في البرازيل - ) هو لاعب كرة قدم برازيلي في مركز الدفاع. لعب مع نادي سانتوس.

## وصلات خارجية
- خوسيه تشارلز سواريس ماتوس على موقع قاعدة بيانات كرة القدم.إي يو (الإنجليزية)
- خوسيه تشارلز سواريس ماتوس على موقع Soccerway.com (الإنجليزية)